# حمزه حسین
حمزه حسین (انگلیسی: Hamzah Hussain؛ زادهٔ ۸ اوت ۱۹۴۸) بازیکن فوتبال اهل مالزی است.
این بازیکن به‌همراه تیم ملی فوتبال مالزی در بازی‌های المپیک تابستانی ۱۹۷۲ شرکت کرده‌است.